# Kawaler miecza
Kawaler miecza, Le Chevalier D'Eon (jap. シュヴァリエ Shuvarie) – manga autorstwa Tow Ubukata. Na jej podstawie powstał serial anime w reżyserii Kazuhiro Furuhashi.

## Wersja polska
- Dystrybucja: Vision
- Tłumaczenie: Małgorzata Gajderowicz
- Czytał: Maciej Gudowski

Źródło: